# Heide (Lohmar)
Heide ist ein Stadtteil von Lohmar im Rhein-Sieg-Kreis in Nordrhein-Westfalen.

## Geographie
Heide liegt im äußersten Südosten Lohmars. Umliegende Ortschaften und Weiler sind Birk im Norden, Hochhausen im Nordosten, Albach und Inger im Nordwesten.
Westlich von Heide befindet sich der Staatsforst Siegburg. Ein schmaler Streifen des Ortes entlang der B56 befindet sich auf dem Gebiet der Stadt Siegburg.
Bei Heide entspringt der Auelsbach, ein orographisch linker Nebenfluss der Agger. Nördlich von Heide entspringt der Birkenbach, ein orographisch rechter Nebenfluss des zur Wahnbachtalsperre aufgestauten Wahnbachs.

## Geschichte
Bis zum 1. August 1969 gehörte der Ort zur bis dahin eigenständigen Gemeinde Inger.
Im Staatsforst an der Zeithstraße bei Franzhäuschen zeugen einige Betonplatten aus der Zeit des Nationalsozialismus von den Vorbereitungen für eine V1-Abschussrampe.
1958 errichtete die  Sekte Private Sociale Mission von Paul Schäfer hier ein Waisenhaus. Nach einem Haftbefehl wegen Kindesmissbrauchs konnte der vorgewarnte Schäfer 1961 mit ca. 150 Heimkindern nach Chile fliehen, wo er die Colonia Dignidad gründete. Etwa 200 weitere Sektenmitglieder folgten später nach. Die Colonia Dignidad wurde ebenfalls wegen Misshandlungen und Kindesmissbrauch, aber auch als Folterzentrum des chilenischen Geheimdienstes und Unterschlupf rechter Terroristen berüchtigt. Das Gelände in Heide konnte die Sekte an die Bundeswehr verkaufen, die hier zunächst eine Kompanie des Wachbataillons beim Bundesministerium der Verteidigung unterbrachte. Von 1973 bis 2002 war hier die Dienststelle des Generalarztes der Luftwaffe. 2007 wurde das Gebäude in ein Mehrfamilienhaus umgebaut; auf dem Gelände wurden außerdem Einfamilienhäuser errichtet.

## Kapelle
Die Kapelle in Heide ist dem heiligen Franz Xaver geweiht. Nachdem die Bewohner von Heide 1734 ein Holzkreuz segnen ließen, wurde bereits ein Jahr später eine erste Holzkapelle errichtet. 1830 wurde beschlossen, zur Erneuerung einen Steinbau zu errichten. Ab 1841 begann die Materialbeschaffung durch die Dorfgemeinschaft. Nach zwei Jahren Bauzeit wurde die jetzige Kapelle 1845 fertiggestellt.

## Verkehr
- Durch Heide hindurch führen die Bundesstraße 56 sowie die Kreisstraße 13.
- Nächstgelegene Bahnhöfe befinden sich in Rösrath und in Siegburg.
- Das Anruf-Sammeltaxi (AST) ergänzt den ÖPNV. Heide gehört zum Tarifgebiet des Verkehrsverbund Rhein-Sieg (VRS).